# ATP-toernooi van Bolzano
Het ATP-toernooi van Bolzano  was een tennistoernooi van de ATP-Tour dat in 1992 en 1993 plaatsvond op indoor tapijtbanen in de Italiaanse stad Bolzano.

## Finales

### Enkelspel
| Jaar | Winnaar        | Finalist       | Score            |
| ---- | -------------- | -------------- | ---------------- |
| 1993 | Jonathan Stark | Cédric Pioline | 6-3, 6-2         |
| 1992 | Thomas Enqvist | Arnaud Boetsch | 6-2, 1-6, 7-6(7) |

### Dubbelspel
| Jaar | Winnaars                        | Runners-up                   | Score         |
| ---- | ------------------------------- | ---------------------------- | ------------- |
| 1993 | Hendrik Jan Davids Piet Norval  | David Adams Andrej Olchovski | 6-3, 6-2      |
| 1992 | Anders Järryd Bent-Ove Pedersen | Tom Nijssen Cyril Suk        | 6-1, 6-7, 6-3 |

ITF-toernooien (mannen en vrouwen)

ATP-toernooien (mannen) – ATP-seizoen 2025

WTA-toernooien (vrouwen) – WTA-seizoen 2025

Voormalige toernooien mannen
Voormalige toernooien vrouwen
Voormalige amateurtoernooien
1992 · 1993